# Plzeň - Zábělá
Plzeň - Zábělá este o arie protejată (arie specială de conservare — SAC, sit de importanță comunitară — SCI) din Republica Cehă întinsă pe o suprafață de 114,7 ha, integral pe uscat.

## Localizare
Centrul sitului Plzeň - Zábělá este situat la coordonatele 49°46′48″N 13°26′41″E / 49.78°N 13.444722°E.

## Înființare
Situl Plzeň - Zábělá a fost declarat sit de importanță comunitară în aprilie 2005 pentru a proteja 1 specie de animale. Situl a fost protejat și ca arie specială de conservare în iulie 2012.

## Biodiversitate
Situată în ecoregiunea continentală, aria protejată conține 4 habitate naturale: Râuri cu maluri nămoloase cu vegetație de Chenopodion rubri p.p. și Bidention p.p., Fânețe de joasă altitudine (Alopecurus pratensis, Sanguisorba officinalis), Păduri de stejar și carpen Galio-Carpinetum, Păduri pe pante, grohotișuri și ravene de Tilio-Acerion.
La baza desemnării sitului se află o specie protejată de  nevertebrate: Osmoderma eremita.